# 拔萃男書院
拔萃男書院（簡稱男拔萃、拔萃和DBS）是基督教香港聖公會東九龍教區所設辦的一所全日制男子學校。拔萃男書院成立於1869年，目前設有中學部及小學部，為香港補助學校議會22所成員學校之一，故被坊間稱為香港教會主辦的22間「傳統名校」之一。

## 簡介
拔萃男書院前身為曰字樓孤子院、拔萃書室、拔萃男書室。原校址在香港島西營盤般咸道（後輾轉用作羅富國教育學院與聯合書院校舍，現為般咸道官立小學），後於1926年遷至亞皆老街現址。遷校初期，曾經於1927年短暫借用旺角警署之地。
般咸道原址曾經於1860年創立一所曰字樓女館（意譯為教區本地女子訓練學校），此校因故於1868年結束營辦，由香港聖公會接管改建。由於曰字樓女館的創辦單位、教育理念、人事編制及學生背景與後來的拔萃男書室不同，故拔萃男書室僅視其為先驅，將創校年份定於1869年。
香港回歸後，香港特區政府推行直接資助計劃，為減少所受到的限制，拔萃男書院校董會最後決定由津貼改為直接資助，於2003年轉為直接資助學校。

## 中英文校名
| 次序                         | 英文校名                                      | 中文校名     | 使用時期   | 備註 |
| ---------------------------- | --------------------------------------------- | ------------ | ---------- | --- |
| 第一建校期（曰字樓女館時代） |                                               |              |            | |
| 1.                           | Diocesan Native Female Training School        | 曰字樓女館   | 1860－1866 | 簡稱Female Diocesan School，又稱「女仔館」 |
| 2.                           | Diocesan Female Training & Industrial Schools | 曰字樓女館   | 1866－1869 | 簡稱Female Diocesan School，又稱「女仔館」 |
| 第二建校期（拔萃時代）       |                                               |              |            | |
| 1.                           | Diocesan Home and Orphanage                   | 曰字樓孤子院 | 1869－1891 | 又稱「曰字樓男女館」 |
| 2.                           | Diocesan School and Orphanage                 | 拔萃書室     | 1891－1902 | 改名因1891年校舍擴建，以及當年所有女生全部轉至飛利女校（Fairlea Girls' School），即協恩中學前身之一。「拔萃」為當時校長俾士（George PIERCY, 1856-1941）英文姓氏Piercy吳語音譯。 |

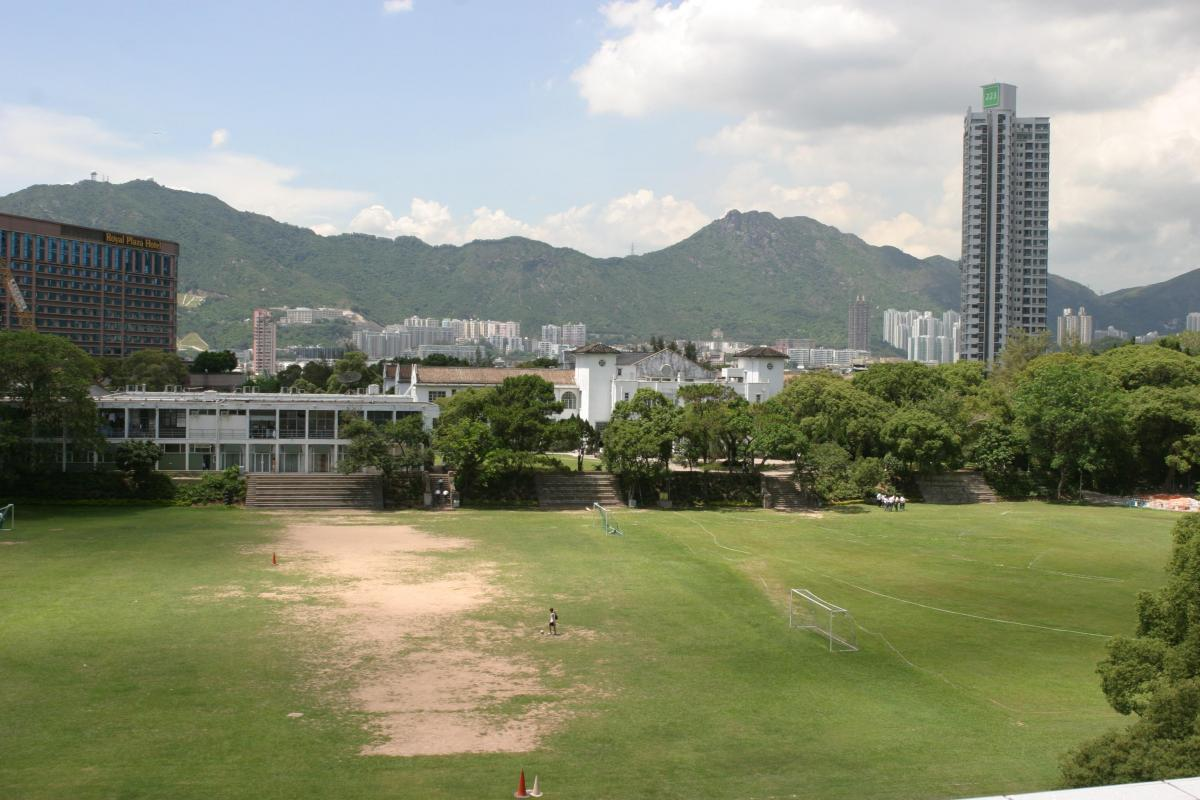
拔萃男書院真草球場及田徑場（現已改建為人造草，圖為舊照）

| 3.                           | Diocesan Boys' School and Orphanage           | 拔萃男書室   | 1902－1926 | 因拔萃女書室於1899年在般咸道左近的玫瑰行成立，故易名以示區別。 |
| 4.                           | Diocesan Boys' School                         | 拔萃男書院   | 1926－     | 改名因遷往九龍，校舍面積大幅增加。 |

19世紀中葉，英國聖公會在香港成立維多利亞教區。1860年成立的曰字樓女館及後來第二建校期的拔萃書室，皆由聖公會創辦，故英文都以Diocesan為名。該校於1869年創立時，英文校名Diocesan Home & Orphanage，至1891年改為 Diocesan School & Orphanage。1902年，又更名為 Diocesan Boys' School & Orphanage。至於去掉Orphanage而逕稱 Diocesan Boys' School，大約在1926年遷校九龍以後。
英文是香港殖民地的官方語文，而該校檔案紀錄亦以英文為主，因此中文名稱在早期文獻中罕見記載。唯香港政府於1878年刊登的《轅門報》（現稱香港政府憲報）稱該校為曰字樓孤子院，1879年《轅門報》又稱之為曰字樓男女館。名為曰字樓，蓋因般咸道校舍呈「曰」字形。這樣命名實為一時的權宜，由此也可見該校創立之初還沒有一定的中文名稱。19世紀後期，香港華人稱呼各校校名，往往以校長姓名代稱。俾士校長在位近四十年，影響巨大，於是民間稱該校為俾士書館、俾士書院。且俾士微瘸，因此甚至有「阿跛書館」的戲稱。不過，這些名稱皆不雅馴，校方乃將俾士更為近音的拔萃二字，確切更名時間今已難考，大約在1891年左右。1902年，隨著英文名稱的改變，中文也相應更名為拔萃男書室。1926年遷校九龍以後，方換成拔萃男書院的現名。

## 歷任校長及社堂
| 任次                         | 校長               | 英文姓名                                       | 肖像 | 任期       | 備註 |
| ---------------------------- | ------------------ | ---------------------------------------------- | ---- | ---------- | --- |
| 第一建校期（曰字樓女館時代） |                    |                                                |      |            | |
| 1.                           | 韋以信女士         | Ms. Wilson                                     |      | 1860－1862 | |
| 2.                           | 伊頓女士           | Ms. M.A.W. Eaton                               |      | 1862－1865 | 其後與歐德理博士成婚 |
| 3.                           | 蘭德爾女士         | Ms. Rendle                                     |      | 1865－1866 | |
| 4.                           | 岳士列女士         | Ms. M.J. Oxlad                                 |      | 1867－1868 | 以白思德諸校校長兼任 |
| 第二建校期（拔萃時代）       |                    |                                                |      |            | |
| 1                            | 雅瑟               | William Monarch Burnside ARTHUR                |      | 1869－1878 | 曰字樓男女館時期。1878年，校董會決定日後不再招生女生。                                                                                       |
| 2                            | 俾士               | George PIERCY                                  |      | 1878－1918 | 1891年正式轉為男校，其後以「俾士」校長英文姓氏Piercy吳語音譯易名「拔萃書館」，為了與1899年創立的拔萃女書室故以示區別，1902年更名拔萃男書室。 |
| 3                            | 費瑟士東           | Rev. William Thornton FEATHERSTONE             |      | 1918－1931 | 1926年校園由港島遷往九龍。 |
| 代理                         | 派納               | Henry du Toit PYNER                            |      | 1931－1932 | 擅長植物學，於校園遍植草木。 |
| 4                            | 舒展               | Rt. Rev. Christopher Birdwood Roussell SARGENT |      | 1932－1938 | 出售加多利山東部，以解決學校財政危機。 |
| 5                            | 葛賓               | Gerald Archer GOODBAN                          |      | 1938－1941 | 戰時曾參加香港義勇軍，後遭日軍禁錮於深水埗集中營。                                                                                           |
|                              | 淪陷時期 1941–1945 |                                                |      |            | |
| 代理                         | 張奧偉             | Sir Oswald Victor CHEUNG                       |      | 1946       | 張奧偉乃混血兒、拔萃校友，1938年畢業。受聘時尚為港大本科生。其後張氏赴牛津進修，返港後成為御用大律師。                                       |
| 代理                         | 孟克士             | Bertram John MONKS                             |      | 1946       | |
| 5                            | 葛賓               | Gerald Archer GOODBAN                          |      | 1946－1955 | |
| 代理                         | 孟克士             | Bertram John MONKS                             |      | 1955       | |
| 6                            | 施玉麒             | Rev. Canon George Samuel ZIMMERN               |      | 1955－1961 | 首位正式擔任校長之本地混血兒及校友，1921年畢業。                                                                                             |
| 7                            | 郭慎墀             | Sydney James LOWCOCK                           |      | 1961－1983 | 首位取得本港大學學位（港大物理系畢業）之校長。本地混血兒、拔萃男書院校友，1949年畢業。                                                       |
| 8                            | 黎澤倫             | Jacland LAI Chak Lun                           |      | 1983－2000 | 首位華人校長。拔萃男書院校友，1955年畢業。                                                                                                   |
| 9                            | 張灼祥             | Terence CHANG Cheuk Cheung                     |      | 2000－2012 | 拔萃男書院校友，1967年畢業。 |
| 10                           | 鄭基恩             | Ronnie CHENG Kay Yen                           |      | 2012－     | 拔萃男書院校友，1983年畢業。 |

1922年，費瑟士東校長引入了社堂制度（House System），以在校內進行體育和戲劇比賽。所有的學生被分為四組，即綠社、深藍社、黃社和褐社。隨著學生人數的不斷增加，紅社於1947年添入。二戰時期，三位前任校長相繼去世。為了紀念他們，葛賓校長1949年將綠、深藍、黃和紅社四社以雅瑟、俾士、費瑟士東和舒展命名。由於俾士時期的副校長賽克思（Henry Sykes）深受愛戴，褐社於是以賽克思命名。1956年，施玉麒校長創立了葛賓社（淺藍社）。郭慎墀社（紫社）於2002年增設。2004年，第58屆校友籌款籲請建立施玉麒社，未獲採納。直至2010年11月，第九任校長張灼祥在六五屆舊生聚餐會上宣佈，施玉麒社（橘社）將於2011年9月正式成立，英文名稱為Zimmern House。稍後，校方因應舊生之請，將英文名稱調整為George She House。
除了社堂的設立外，該校還有幾種方式紀念前校長。早在1917年，即有校友捐款設立雅瑟及俾士獎學金。時至今日，費瑟士東、賽克思、葛賓、施玉麒、郭慎墀名下皆有獎學金的設置。為銘念施、郭二氏，校友更分別成立了基金。此外，1949年11月13日，校內教堂命名為「舒展牧師紀念教堂」（Rev. C.B.R. Sargent Memorial Chapel），由何明華會督開幕。2004年11月，校友舉行了「施玉麒校長紀念儀式」，包括祈禱會、小教堂大門的施氏紀念匾額揭幕，以及紀念集《施玉麒校長專輯》（A Tribute to Canon G. She）的首發式。其後聖奧古斯丁小教堂落成，原小教堂易名「施玉麒基督教活動中心」。2012年，車道（Drive）旁的石板小徑正式命名為「施玉麒徑」（Rev. George She Path）。同年初，前校長郭慎墀去世，校友隨即展開《郭慎墀校長專輯》的編纂。

## 簡史

### 第一建校期
1860年，維多利亞教區施美夫會督夫人與英國遠東女子教育協會（Society for Promotion of Female Education in the East）在香港建立了一所隸屬於聖公會的女子學校――曰字樓女館，由羅便臣總督夫人擔任贊助人。根據法規，創校宗旨在「為本地女性提供基督教育」。校董會先於雅彬彌臺（Albany，原址在今香港動植物公園）租借校舍，同時於般咸道購入一塊稻田，建起一座水泥校舍，於1863年7月開幕。教學、寄宿及校內一切活動都在這座校舍進行。
不久，該校引致社會非議，陷入了經濟困境。視學官歐德理博士致函輔政司史釗活（Frederick Stewart）道：「1865年，當發現幾乎每個在那裡學過英文的女學生離校後都成為涉外婚婦（kept mistress of foreigners），這所學校只好被迫暫停。」學校未幾重開，英文名稱改為「Diocesan Female School」，但經濟環境絲毫未有改善。非僅如此，當時的華人並不希望讓自己的女兒接受西式教育。1868年，域多利教區第二任會督柯爾福要求直接掌管該校。這標誌著「第一建校期」的終結。

### 第二建校期

#### 十九世紀
1869年1月30日，柯爾福會督發出一份呼籲函，不久獲得一筆豐厚的捐款。當年9月，「曰字樓孤子院」（Diocesan Home and Orphanage）在原有校址創立。新校招生的對象包括了英裔、華裔、香港歐亞混血兒以及其他國籍的適齡兒童，不分男女。新校不僅為生童提供衣食住宿的條件，更旨在以英國國教教義為本，引導他們建立基督誠信和勤儉生活的觀念。
1869年7月，英軍學校（Garrison School）的雅瑟先生獲委任為代理校長，雅瑟夫人擔任代理女舍監（Matron）。兩夫婦一年後轉正。1877年，該校被香港教育司署劃入津貼學校（School of Grant-in Aid Scheme）之列。
1878年3月，雅瑟請辭後，校董會決定不再招收男生。同年7月，此決定遭到更改，該校計畫轉型為一所男校，不復招收女寄宿生。11月1日，中央書院助理校長俾士(George Piercy, Jr. 1856-1941)成為新校長。
1891年，該校更名為「拔萃書室」（Diocesan School and Orphanage），以誌新翼落成之慶。

#### 二十世紀前期

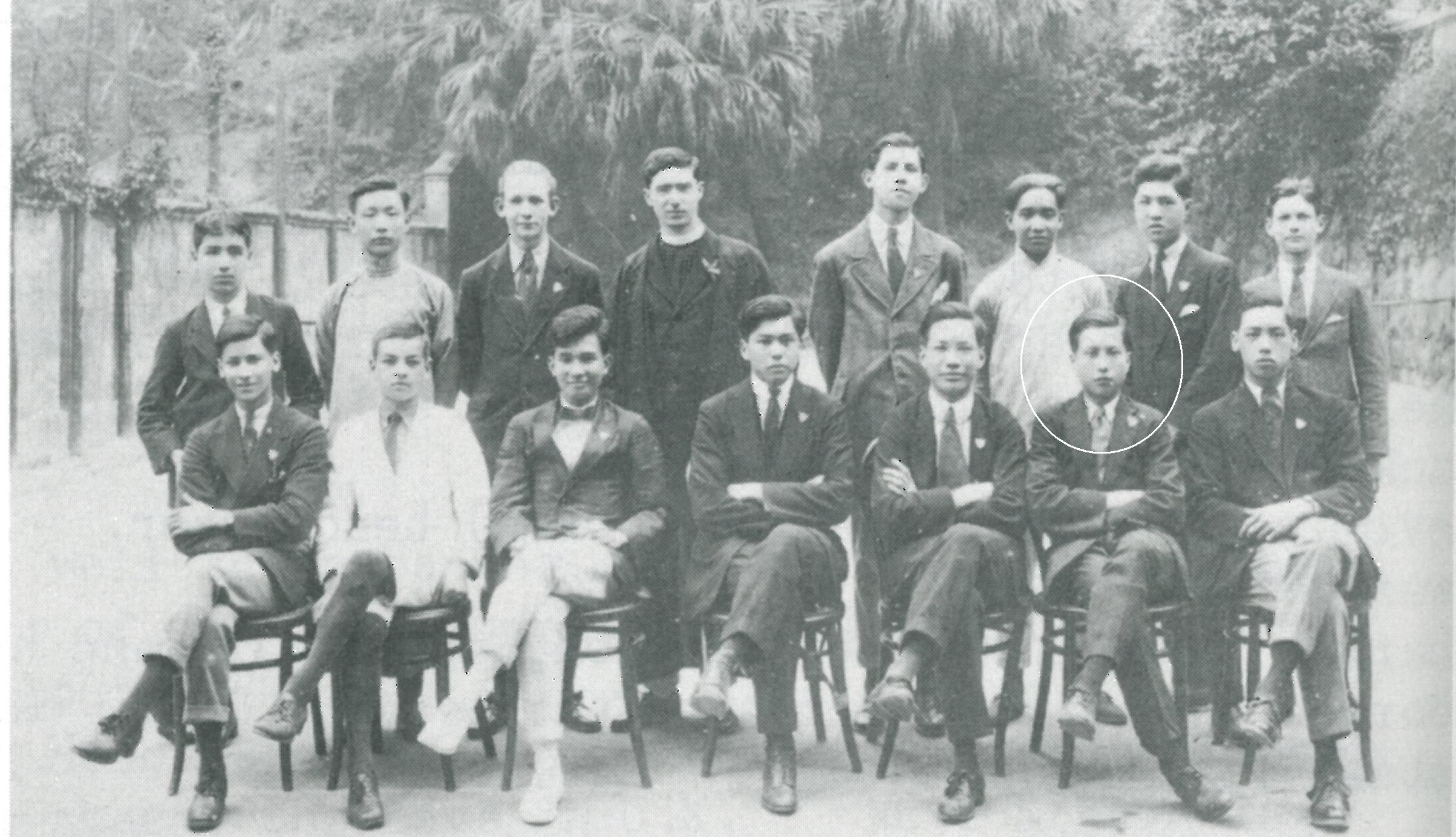
1920年拔萃領袖生合影，圈出者為後來成為校長的施玉麒

1902年，拔萃書室易名為「拔萃男書室」（Diocesan Boys' School and Orphanage）。1918年，俾士先生退休，繼任者費瑟士東牧師引入學生長（Prefects' System）、社堂（House System）及演講日（Speech Day）等制度。費氏還計畫將校舍由般含道遷往旺角的一處山頭。1927年，新校舍竣工在即，英軍徵用新校舍一年，然亦協助完成了最後工段。1930年，費瑟士東牧師因故辭職。
1937年，盧溝橋事變爆發，拔萃男書院顯示出對南京國民政府的高度支持。1938年1月，「拔萃擦鞋團」在當時校長舒展牧師的俞允下成立。團員奔走港九，為國民政府募款。1939年，新任校長葛賓委任一日籍臺灣學生為首席學生長，甚至導致集體罷課。
1941年，日軍佔領香港。葛賓及大部分教職員皆遭遣往集中營，校舍改為日軍醫院之用。

#### 戰後
1945年8月，日本投降，二次大戰終結。同年11月，佔據校舍的最後一批日軍被俘。校舍在英軍視察、清理後，由資深教師楊俊成（J. L. Youngsaye）於1946年3月21日負責接收。校長之職先後由張奧偉與孟克士（Mr. B. J. Monks）署理。1947年11月19日，葛賓休假完畢，由英國返港。隨後的聖誕假期中，學校開始大幅度維修。1949年，設立俾士挑戰盾（Piercy Challenge Shield），各社堂始以前任校長命名。1950年代初，學校計畫增建體育館、美術室、科學翼等設施。
1955年，葛賓先生宣佈離職，施玉麒牧師接任校長。作為首位擔任校長的本地校友，施牧師發動了多項改革。首先，他積極向社會中下階層招生，淡除了該校傳統的貴族化形象。其次，他強調中華文化教育，削減了該校的殖民主義色彩。施牧師還於1955年首次舉辦了賣物會（Garden Fete），其後定於每年十一月第二個星期日持續舉辦。
1961年，在職教師郭慎墀擔任校長，學校進入田徑運動興盛期。郭氏重組行政機制以改善效率，又大量增聘教師。1969年，拔萃小學成立。
1983年，郭氏因病請辭，資深教師黎澤倫繼任，是該校之首位華人校長。該校於體育、音樂、朗誦、辯論、戲劇等比賽中屢獲殊榮，課外活動得到長足發展。此外，語言實驗室、示範室得以設立，全校實施電腦化。2000年，黎氏退休，校友張灼祥接任校長。

#### 21世紀
時任校長張灼祥於2012-2013學年提早退休，結束其十二年（2000-2012）的校長任期。

校友及當時任副校長兼音樂部主管的鄭基恩於2012-2013學年開始繼任校長。

2015年，拔萃男書院委託承辦商化驗校內食水樣本，分別在音樂廳大樓及宮川美智子大樓發現食水含鉛量超標，較世衛標準超出一倍。校方已要求承辦商8月24日在受影響大樓安裝可過濾鉛的濾水器，並再抽水辦化驗，在證實食水可安全飲用前會關閉有關大樓。

## 校園
校園由多個部份組成，佔地面積約5萬平方米，是全港佔地面積第三大的中學，面積僅次於位於赤柱的聖士提反書院及北區的鳳溪第一中學。校園位於加多利山山麓，鄰近亞皆老街和嘉道理道，地理位置雖然臨近喧鬧繁忙的旺角市中心，蔡明山夫人教學樓與旺角東站站旁的MOKO 新世紀廣場僅以圍牆分隔。
校園主建築早於1920年代建成，於1950年代增建體育館和新翼，並在1970年代增建新新翼提升教學效能。踏入21世紀，校董會決定進一步推行學校的千禧擴建規劃，新一代的建築全部由同是拔萃舊生的建築師周德年負責設計，包括拔萃男書院附屬小學（2004年落成）、蔡明山夫人教學樓（2005年落成）、李德義大樓（2008年落成）、國際文憑大學預科課程綜合大樓（2011年落成）、音樂廳大樓（2012年落成）、以及已擱置興建的停車場大樓。不過，因應近年的大規模擴建，校方在過程中砍伐了大量樹木，引起眾舊生不滿，認為破壞了原來校園優美的自然環境。
校方自2009年起一直爭取自資興建一條32米的樓梯，由旺角東站直接駁上校園，該計劃2024年7月正式動工。

### 石階
由於校園位於山巔，學校自1920年代自港島遷址時已建立石階，連接校園及旺角太子道西出口。此後三十多年間，石階為步行者往來校園的唯一出入口。石階設有開放時間限制。石階頂端曾有一石階園，供生物課及興趣社團作種植實驗之用。目前之李德義大樓即為石階園舊址，興建於2000年後。

### 車道/施玉麒徑
除石階外，1920年代還興建了一條車道，連接校園與何文田亞皆老街。1950年代後期，施玉麒校長始在車道旁的斜坡建立石板小徑，學生從亞皆老街正門沿小徑步行10-15分鐘即可到達校舍。2010年，校方收到舊生張作鑫一筆捐款，一度將小徑命名為「靜思小徑」，後因學生群起反對作罷。2012年，施玉麒社在校友推動下成立。鑑於小徑乃施校長任內所建，為配合紀念，遂重新命名為「施玉麒徑」。揭幕之日，張作鑫指求學時期，同學們常隨施校長徘徊小徑，思考人生，此即其原本提議「靜思小徑」一名的理由。
此外，車道入口處左側原來尚有一校長車道，連接大門及校長住宅（蝦餃屋），人稱「蝦餃徑」。2000年後，原址興建小學部，「蝦餃徑」今已不存。

### 大草地
大草地位處主樓南座及新翼以南、小學部大樓以北，是拔萃男書院自1924年遷校至旺角以來最主要的兩項設施之一（另一為主樓）。在一般日子，大草地中央可供學生進行足球等球類活動，而該校在每年一度的賣物會中亦有部分的攤位設在大草地靠近中學主樓的一邊。2006年，由一舊生在大草地捐贈修建的一條田徑跑道啟用，並命名為“智晴徑”。另外，大草地近小學部的一邊建有一樹屋供小學部學生使用。該樹屋由中學部歷史悠久的禮堂長木椅經加工製作，環保之餘亦可作為紀念。此外，由於該校體育活動發展迅速，校方於大草地外圍興建了跳遠練習場、鏈球和鐵餅護籠、室外游泳池、高爾夫球活動區及射箭場等體育練習設施。

### 小草地

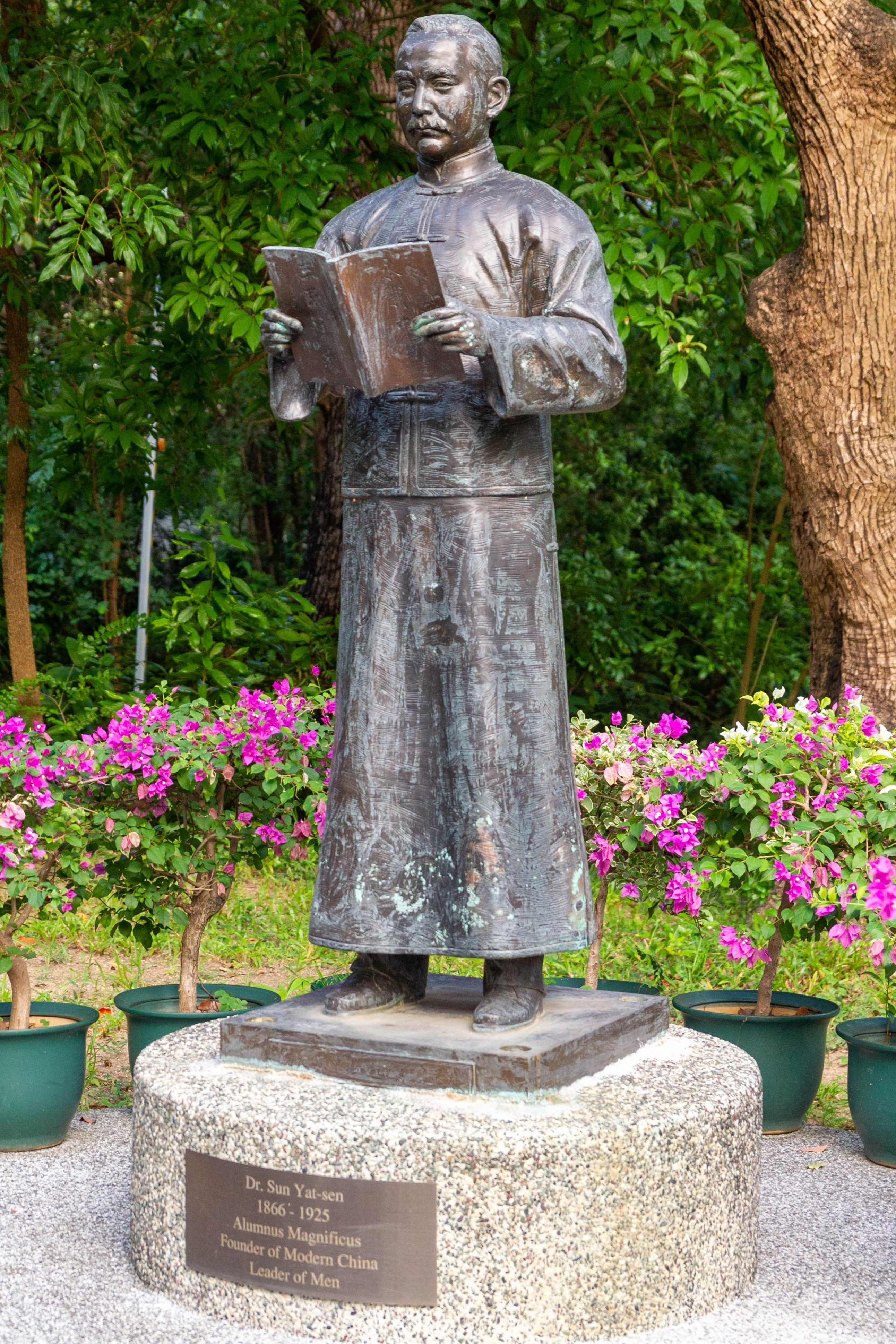
孫中山像

在主樓南座外面，一如傳統英式的建築，正門外設有一片綠油油的草地，學生統稱該處為小草地，以便與大草地區分。小草地過往純粹供學生休憩之用，多為中文朗誦比賽練習地方，但於2011年適逢辛亥革命一百周年，校方得到孫中山先生的孫女孫穗芳捐款，在小草地豎立一孫中山先生的銅像，以紀念孫中山先生曾在該校就讀的歷史。銅像已於2011年10月19日揭幕。
為紀念拔萃建校一百五十周年，校方於2019年在孫中山銅像對面修築一座建校一百五十周年紀念亭，其中設有綠、深藍、棕、黃、紅、淺藍、橙、紫八色之照明燈，以代表拔萃的八個社堂，及其所紀念的八位校長/代理校長。

### 主樓
主樓建於1924年，佈局呈「王」字型（正門外的迴旋處為王字上的一點，整體設計呈「主」字型）、分為南座、中座及北座，以2條長走廊串連，其中每座可再細分為東中西三翼，整座主樓的最高點是中座的國際文憑大學預科課程美術室。主樓於英國殖民時代興建，設計上雖以英式建築為藍本，如極具傳統風格的禮堂前廳和英式大宅門前必備的迴旋處和門廊；但在佈局上亦充份體現了中國的建築特色，例如呈座北向南的格局，以及原先在中座和北座之間出現的中庭。現為香港二級歷史建築的主樓，在千禧建築群落成前一直以地下為特別室、一樓為課室、二樓為宿舍的樓層分佈。另外值得一提的是，主樓在1924年落成時因資金不足，因此只設地下和一樓，而二樓的樓面是在1929年才加建而成的。因此，若從主樓正門向上望，不難發現一二樓之間的支柱有明顯的接駁痕跡。
而在香港日佔時期，整個校園被徵用作日軍的軍事醫院，主樓就成為了醫院的主要建築。在香港重光後，校方就在主樓禮堂前廳的牆上設立了一個紀念碑，悼念因日軍侵華而犧牲的學生。
現時主樓主要用作學校的一般教學、學生餐飲與行政工作，内部設施及樓層分佈如下:
| 南座 | 東翼                                       | 中翼                                           | 西翼                           |
| ---- | ------------------------------------------ | ---------------------------------------------- | ------------------------------ |
| 地面 | 主科會議室、十一號特別室（SR11A/B）        | 戲劇室、國樂室                                 | 學校小聖堂、童軍室、校牧辦公室 |
| 1樓  | 一號及二號教員室、會面室                   | 學校正門、禮堂前廳、校務處、訓導組會面室       | 課室30-33（9A、9J、9T及11T）   |
| 2樓  | 學校博物館、收生事務辦公室、校務資源辦公室 | 校長室、財務總監辦公室、拔萃男書院舊生會辦公室 | 升學輔導中心、就業輔導處       |
| 閣樓 | /                                          | 拔萃男書院家長教師會有限公司辦公室             | /                              |

| 南座與中座之間 | 東翼 | 中翼                               | 西翼                 |
| -------------- | ---- | ---------------------------------- | -------------------- |
| 地面           | 草地 | 有蓋操場                           | 小池塘花園(俗稱龜池) |
| 1樓            | /    | 禮堂                               | /                    |
| 2樓            | /    | 禮堂上層樓座、禮堂燈光及音響控制室 | /                    |

| 中座 | 東翼                                | 中翼                                             | 西翼                                   |
| ---- | ----------------------------------- | ------------------------------------------------ | -------------------------------------- |
| 地面 | 小賣部                              | 洗手間、升學顧問室                               | 地理室、社工室（前身為設計及科技工場） |
| 1樓  | 課室15-18（G11J、G12D、G12P、G11D） | 禮堂後台、領袖生辦公室、音樂部儲物室、校刊編輯室 | 課室10-13（G10S、G10P、G12T、G10T）    |
| 2樓  | 駐校教師宿舍                        | 宿舍浴室                                         | 課室36-37 、住校教師宿舍               |
| 閣樓 | /                                   | 國際文憑大學預科課程美術室（Upper Room）         | /                                      |

| 中座與北座之間 | 東翼   | 中翼                       | 西翼                                               |
| -------------- | ------ | -------------------------- | -------------------------------------------------- |
| 地面           | 停車場 | 學生飯堂（俗稱為“紅磚屋”） | 宿生飯堂（2009年落成，2011年擴建、俗稱為“玻璃屋”） |

| 北座 | 東翼                        | 中翼                        | 西翼                        |
| ---- | --------------------------- | --------------------------- | --------------------------- |
| 地面 | 音樂室、法語室              | 學生飯堂、教職員飯堂        | 飯堂中央廚房                |
| 1樓  | 課室7-9（G12J、G12M、G11P） | 課室4-6（G10J、G11M、G11S） | 課室1-3（G12S、G10M、G10D） |
| 2樓  | 校長宿舍                    | 駐校教師宿舍                | 駐校教師宿舍                |

### 舊體育館／音樂廳大樓
舊體育館／音樂廳大樓的部分位於主樓南座和中座的東面，包括建於1951年的舊體育館和附屬設施，以及一個供學生和宿生閒暇時聯誼使用的小型燒烤場。舊體育館除建有體育館及更衣室的主要設施外，後期還建有地理室、美術室、臨時教室及校園辦事處。直至2008年，位於李德義大樓的新體育館正式落成，除了燒烤場之外，舊體育館連同所有設施隨即拆卸。由於過往舊體育館常用作校内考試試場之用，讓學生回憶甚深，加上校方在決定拆卸舊體育館的過程中未有充分咨詢學生，拆卸行動曾惹來衆多舊生及學生批評。另一方面，在舊體育館面向主樓的一面入口，入口上懸掛的校徽是獨一無二的，也寫上了「道成肉身」。此校徽最後在拆卸行動下被校方保留，存放在鄰近的燒烤場内。
舊體育館原址已經重建為音樂廳大樓，並被命名為Yunni & Maxine Pao Auditorium。其主要設施包括一個800座位的演奏廳（現已被命名為葉傑全演奏廳）、學校樂團排練室及用作藝術表演的劇場（現已被命名為The Verdant Art Centre），重建項目已於2012年1月中完成，並在2012年1月13日學校畢業典禮時低調地對外開放。校方曾於大樓開幕後把大樓列為禁區，幾場試聽也只安排低年級學生參加，引起部分高年級學生不滿。然而，隨著最後的修補工作續漸完成，大樓已於2012年5月25日正式開幕，而音樂廳則在2012年6月29日舉行開幕典禮，並於當晚及6月30日一連兩晚舉行學校的週年音樂會。
音樂廳大樓的内部設施如下：
| 音樂廳大樓 | 設施                                                                     |
| ---------- | ------------------------------------------------------------------------ |
| 地下       | 音樂廳入口大廳、五角劇場及休憩區域、學生活動室、貴賓服裝間               |
| 閣樓       | 音樂排練室1（半月形，俗稱扇形房）、音樂排練室2（矩形）、音樂廳大樓辦公室 |
| 1樓        | 葉傑全演奏廳、演奏廳後臺                                                 |
| 2樓        | 葉傑全演奏廳、視聽控制室、緊急出口                                       |

### 新翼
新翼在上世紀60年代建成，主要因為原有設施不敷應用，以及教育當局推行科學普及教育而興建。由於70年代該校仍然屬於津貼學校，新翼的建築由政府負責，因此新翼的建築風格與外間同時代的學校建築非常類似。新翼大樓的佈局呈C字型，其中北座與新新翼及主樓南座西翼連接。現新翼設施及樓層分佈如下：
| 新翼 | 北翼 （東接主樓南座西翼、西接新新翼。受地形所限，不設地下） | 中翼                                         | 南翼                                                        |
| ---- | ----------------------------------------------------------- | -------------------------------------------- | ----------------------------------------------------------- |
| 1樓  | 一、二號綜合科學實驗室、生物實驗室                          | 六至九號特別室（SR6、SR7、SR8、SR9）、洗手間 | 演講廳／十號特別室（SR10A/B）、圖書館、儲物室、大草地更衣室 |
| 2樓  | 課室23-29（G8T、G8A、G8L、G8S、G9P、G9M、G9L）              | 課室（G9D、G9S、G9G）                        | 駐校教師宿舍                                                |

新翼三部分的佈局呈C字型、中間圍繞一小草地。

### 新新翼
新新翼建築背景與新翼一樣，同樣是由於班級擴充及推行科學普及化而由政府負責興建。事實上，新新翼及新翼其實屬同一擴建計劃，只不過是由於落成時間有差異，因而被稱為新新翼，意指“新的新翼”，以便與較早落成的新翼區分。新新翼現有的設施及樓層分佈如下:
|      | 新新翼（南接新翼北翼、北接蔡明山夫人教學樓特別室翼） |
| ---- | ---------------------------------------------------- |
| 地面 | 校園辦事處、校工室、保安辦公室                       |
| 1樓  | 化學實驗室、一號物理實驗室                           |
| 2樓  | 課室19-22（G8J、G8G、G8P、G8M）                      |

在新翼與蔡明山夫人教學樓之間，設有一中央籃球場。
另在新翼與新新翼之間，與新翼與蔡明山夫人教學樓交界處之間，設有一條繞過新新翼大樓、直通大草地的小路，由於該地為學校園藝種植場，因而被稱為“花王路”，閒人不得擅進。

### 蔡明山夫人教學樓
蔡明山夫人教學樓原稱校園改善計劃大樓，於2005年9月落成啓用，直至2007年校方得蔡明山夫人捐款一千萬港元而改為現稱。大樓原址為學校網球場，後建成由2層的教學翼（課室38-47）及3層高的特別室翼組成的“L”形佈局大樓，分別連接新新翼及主樓北座西翼。本大樓亦是千禧建築群中第二幢落成的大樓（第一幢落成的是小學部大樓），設計上強調透明與開放。本大樓的教室一般編配予高年級的學生，但於2012年起編配予較低年級的學生。大樓主要設施及樓層分佈如下：
|      | 特別室翼（南接新新翼）                                                             | 教學翼（東面為主樓北座西翼）         |
| ---- | ---------------------------------------------------------------------------------- | ------------------------------------ |
| 地面 | 視覺藝術室、儲物室、籃球及網球場更衣室、 設計與科技工場（I-Lab,D-Lab）（俗稱龜房） | 有蓋操場                             |
| 1樓  | 二號物理實驗室、綜合科學實驗室、教員室、醫療室、洗手間                             | 課室38-42（G7M、G7L、G7A、G7J、G7T） |
| 2樓  | 一至三號多媒體學習中心、一、二號資訊科技支援辦公室、儲物室、洗手間                 | 課室43-47（G8D、G7D、G7S、G7G、G7P） |
| 3樓  | 三號及四號教員室、會議室、教員休息室                                               | 空中花園                             |

在蔡明山夫人教學樓與李德義大樓之間，設有兩個網球場。

### 李德義大樓

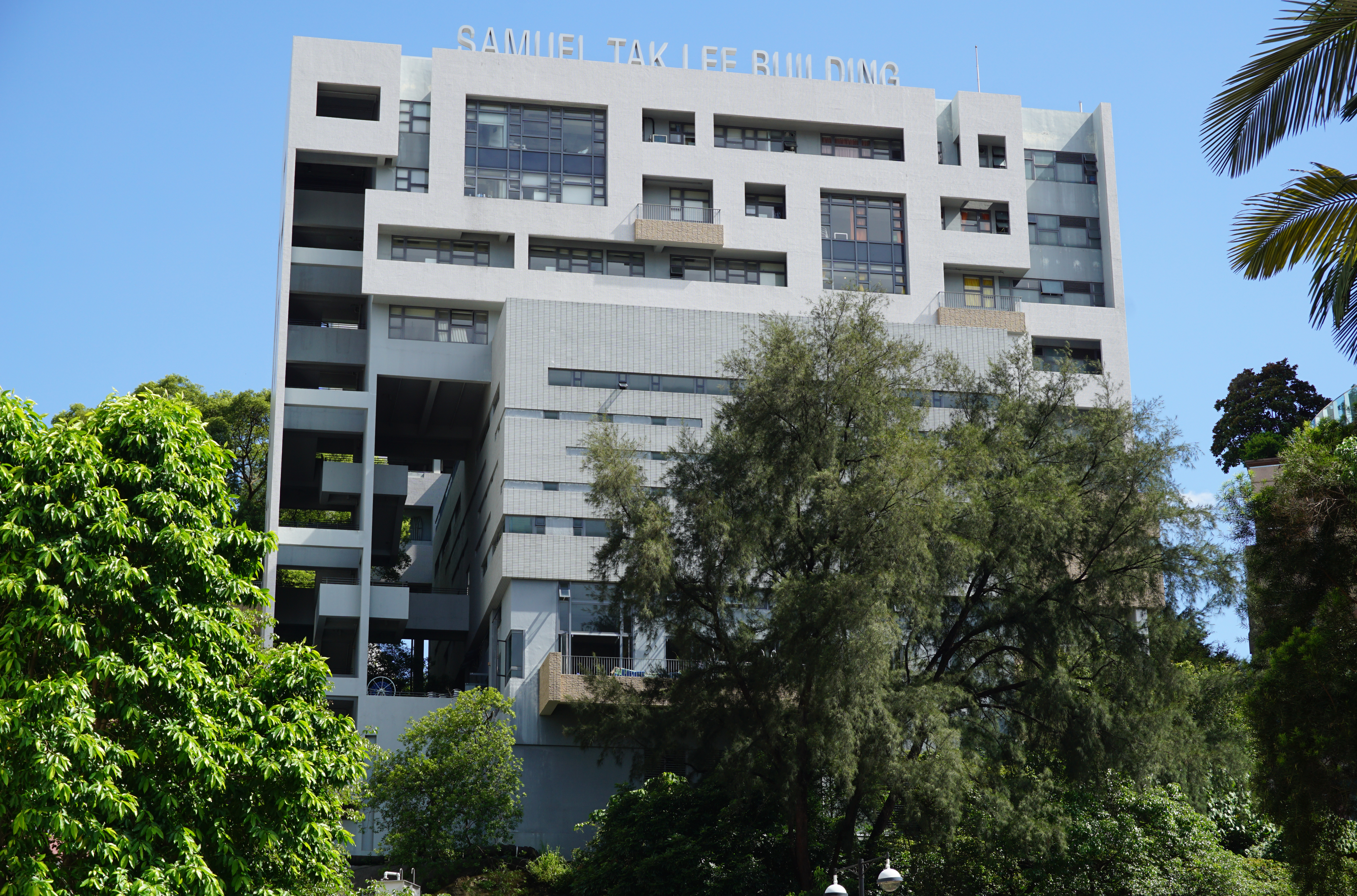
拔萃男書院李德義大樓

李德義大樓是一座新宿舍及綜合康體設施大樓，造價達1億1000萬港元，由企業家兼校友李德義捐款7000萬元冠名興建。大樓於2007年11月奠基，於2008年9月2日正式啟用。李德義大樓位處太子道西對上的斜坡，臨近學校的太子道長樓梯出入口，橫跨現時長樓梯的終點，亦因如此，該大樓興建難度極高，甚至在興建過程中加建了臨時樓梯供學生暫時使用，避免造成危險。此外，大樓亦是中學部唯一一幢未有統一樓層的大樓，李德義大樓的正門入口位於校園地下，但按照該大樓的樓層分佈則屬於3樓。李德義大樓由3M層以上的宿舍及3樓以下的綜合康體設施兩部分構成，針對宿舍保安問題，校方一反其一貫“開放校園”的校園設施政策，採取嚴密的保安措施，在前往3M層（宿舍入口）以上的樓梯全部加設保安大閘，禁止日校學生進入；相反，對3樓以下的綜合康體設施部分則全面開放。另一方面，由於大樓本身高度甚高，加上已處於山坡之上，因此各宿舍房間均享有非常優越開揚的景觀，北座房間可望見獅子山等九龍山麓，而南座房間則可望見整個拔萃校園。以景觀論，宿舍房間甚至比附近九龍塘區的豪宅單位有過之而無不及，亦因大樓設計周到，讓其獲得了2007年香港建築師學會全年境內建築大獎。現時大樓在9樓向北面一方有一大樓的英文名稱“Samuel Tak Lee Building”的立體字樣，而具體的設施及樓層分佈如下:
|        | 李德義大樓 |
| ------ | --- |
| 1樓    | 游泳池機房、健身室、緊急出口連接太子道長樓梯 |
| 2樓    | 游泳池、游泳池更衣室 |
| 2M樓   | 體育館更衣室 |
| 3樓    | 體育館、宿舍正門電梯大堂、體育發展辦公室、樓梯往宿生入口 |
| 3M樓   | 宿舍行政辦公室、宿生入口 |
| 4樓    | 中央庭園、宿生房間、一號至五號特別室（SR1-5）（大樓4樓宿舍曾改建作國際文憑大學預科課程的課室，直至國際文憑大學預科課程綜合大樓建成；現為G12課室及八號特別室 （SR8）。） |
| 5至6樓 | 宿生房間、宿生交誼廳 |
| 7樓    | 宿生房間、音樂排練室、傳染病隔離房間 |
| 8樓    | 舍監及駐校教師房間 |
| 9樓    | 舍監及駐校教師房間（南翼）、天台（北翼） |

### 宮川美智子大樓
宮川美智子大樓前稱國際文憑大學預科課程大樓，其主翼及副翼於2011年年底落成，設有專供國際文憑大學預科課程學生使用的課室、實驗室及附屬設施。 另設有全校師生共用的多媒體圖書館、演講廳及聖奧古斯丁禮拜堂。大樓位於主樓北座以北的山坡上，與李德義大樓為鄰。大樓設計匠心獨運，一般人經常誤以為大樓中央的大框為正門入口，但細看之下才會發現大樓入口其實相當隱蔽地位於大樓兩側。建築師在接受校報訪問時表示所謂的“大框”其實是大樓的裝飾——智慧之門，而把入口設計得隱蔽的原因是為了讓在底層地下圖書館溫習的同學不受進出大樓的同學打擾。大樓的設施及樓層分佈如下:
|          | 副翼（近李德義大樓）                       | 主翼                                           | 延伸翼               |
| -------- | ------------------------------------------ | ---------------------------------------------- | -------------------- |
| 底層地下 | /                                          | 多媒體圖書館及自修室                           | 多媒體圖書館及自修室 |
| 地面     | 演講廳、大樓西面入口、聖奧古斯丁禮拜堂入口 | 課室G01-G04及大樓東面入口                      | /                    |
| 1樓      | 聖奧古斯丁禮拜堂                           | 生物實驗室、化學實驗室、物理實驗室、科學實驗室 | /                    |
| 2樓      | 聖奧古斯丁禮拜堂上層                       | 課室201-203、中央教員室                        | /                    |
| 3樓      | /                                          | 課室301-302                                    | /                    |

### 停車場大樓
本大樓已經擱置興建，曾計劃位於大草地西側興建一座3層高的停車場大樓，以解決現時主樓泊車位置嚴重不足的問題。後來因為工程造價急升，加上項目對教學效能沒用明顯提升，校方最後於2009年決定擱置興建。

### 拔萃男書院附屬小學
附屬小學位於大草地南面，原址為校長宿舍，大樓於2004年落成時曾獲得香港建築師學會年度建築獎項。小學部大樓共設有3個出入口往來不同地點，分別是供車輛上落學校的馬路、供行人前往學校的樓梯，以及在往來中學部的2樓出口。其中在往來中學部的2樓出口外設有一由捐贈者贈與學校的座右銘——“木石雲水”命名的藝術裝置。另外，附屬小學設有一個鐘樓，矗立於小學的樓頂上，於2006年9月23日啟用。鐘樓呈湖水綠色，四面面積均為13.1平方米，樓高於水平面62.3米，建築師原意希望鐘樓能除了為學生提供報時服務外，還可以惠及旺角市民。然而，由於小學本身處於嘉多利山山腰，四周綠樹林蔭，加上旺角區人煙稠密，高樓大廈甚多，因而位於旺角市中心的市民其實視線受到遮擋，並不能夠直望鐘樓。因此，鐘樓其實主要為在大草地練習田徑的學生們提供報時之用。
現時附屬小學是與中學部獨立營運的關係，因此兩間學校除了體育設施如大草地和游泳池等與中學部共用外，附屬小學的其他設施都是獨立使用的。
|      | 設施 |
| ---- | --- |
| 地面 | 籃球場、遊樂區                                                                                                 |
| 1樓  | 電腦學習中心、會議室、學生活動中心、多用途室、攀石場、有蓋操場、小賣部、食堂、一年級課室（1D、1J、1M、1P、1S） |
| 2樓  | 教員室、學生輔導室、道往來中學部、“木石雲水”藝術裝置、二年級課室（2D、2J、2M、2P、2S）                         |
| 3樓  | 常識室、音樂室、禮堂、多媒體圖書館、中國文化室、三和四年級課室（4D、4J、3D、3J、3M、3P、3S）                   |
| 4樓  | 禮堂樓座、語言學習中心、多媒體圖書館、四和五年級課室（4M、4P、5D、5J、5M、5P、5S）                             |
| 5樓  | 美術室、小班教學室、四和六年級課室（4S、6D、6J、6M、6P、6S）                                                   |
| 天台 | 空中花園、鐘樓（2006年啟用）                                                                                   |

## 課程及班級
拔萃男書院作為香港的一所本地中學，過往一直跟隨香港政府政策沿用英制的三二二三學制，提供三年初中、兩年高中、兩年預科合共七年的中學教育。直到2004年，學校小學部正式開辦，另外提供六年的小學課程。
而隨著香港政府推行三三四高中教育改革，中學部在2009/2010學年在中四級開始逐步落實三三四學制，轉為提供三年初中及三年高中，合共六年的中學教育。新學制的班別採用‘Grade’的英文稱呼，有別於舊制中學的‘Form’（中一至五）及‘Lower/Upper 6’（中六、七），而中學班級的稱呼也延續小學的序數，因此新制中一至中六的英文名稱為‘Grade 7 - Grade 12’。
與此同時，國際文憑大學預科課程亦與新高中課程同步實施，國際文憑大學預科課程為期兩年，相等於新高中中五及中六兩級，但課程則受國際文憑組織而非香港政府教育局組織及管理。 校方期望此課程能為同學提供本地課程外的另一選擇。
因應國際文憑大學預科課程只是為期兩年，校方對修讀課程的學生提供一個相等於中四級的一年制國際文憑大學預科課程銜接課程，以協助同學適應國際文憑課程以論文及討論為主的教學方式。
拔萃男書院是香港少數提供法語課程的非國際學校之一。修讀香港中學文憑考試或國際文憑大學預科課程的學生可以選擇中文或法語作為英語以外的學習語言。

### 過渡期
在舊學制和新學制過渡之時，拔萃男書院逐步更改新制中一至中六的英文名稱和班別名稱。
至2012-13學年，班別名稱A、B、C、D、E和F班改稱D（David）、P（Peter）、S（Samuel）、M（Matthew）、J（John）和T（Timothy）六班。
於2015-16學年，初中的D、S班分拆為D、S、G班；P、M班分拆為P、M、L班；J和T班分拆為A、J、T班。分拆後，每班大約有28人。

### 小學課程
- 小一（Grade 1）：G1D、G1J、G1M、G1P、G1S
- 小二（Grade 2）：G2D、G2J、G2M、G2P、G2S
- 小三（Grade 3）：G3D、G3J、G3M、G3P、G3S
- 小四（Grade 4）：G4D、G4J、G4M、G4P、G4S
- 小五（Grade 5）：G5D、G5J、G5M、G5P、G5S、(G5X)
- 小六（Grade 6）：G6D、G6J、G6M、G6P、G6S、(G6X)

小五、六成績最好的約30名學生會在中文、英文和數學課到「X班」上課。

### 初中課程
- 中一（Grade 7）：G7D、G7S、G7G、G7P、G7M、G7L、G7A、G7J、G7T
- 中二（Grade 8）：G8D、G8S、G8G、G8P、G8M、G8L、G8A、G8J、G8T
- 中三（Grade 9）：G9D、G9S、G9G、G9P、G9M、G9L、G9A、G9J、G9T

初中班級採用「拔尖」的模式進行分班。在每年的全級考試中，全級成績處於頭三分之一的同學（約84人）將被編入D、S、G班，每班人數相若（約28人）。英文最優秀的會编入D班，餘下的同學之中中文最優秀則編入S班，其餘的編入G班，其餘同學將被隨機編入P、M、L、A、J、T班。中一則以七月舉行的分班試的成績决定分班結果。

### 三三四學制高中課程
- 中四（Grade 10）：G10D、G10S、G10P、G10M、G10J、G10T
- 中五（Grade 11）：G11D、G11S、G11P、G11M、G11J、G11T
- 中六（Grade 12）：G12D、G12S、G12P、G12M、G12J、G12T

### 國際文憑大學預科課程銜接課程（Pre-IB）
- 中四（Grade 10）：G10G、G10L

### 國際文憑大學預科課程（IB）
- 中五（Grade 11）：G11G、G11L
- 中六（Grade 12）：G12G、G12L

## 校園創作及刊物
拔萃男書院每年出版不同的刊物，包括《集思》（Steps）、學校行事曆（School Calendar）、《擊壤》和《粹聞》（Not Rigmarole）。另外，學校亦曾出版Inspiration和《鼎新》，不過現已停刊。

### 《集思》
每年都會出版一本名為《集思》的年刊（英文：Steps，意指階梯，取名自校園來往太子道的長梯，創刊於1935年；「集思」為‘Steps’諧音，命名於1974年），編委會由校内學生組成，於每年7月初出版。
編委會分為英、中文兩部，由不同老師擔任顧問老師。英文部現由黎詠坤老師（Ms Wendy Lai）、張慧琪老師（Ms Vicky Cheung）、何英傑老師（Mr Peter Ho）和史潤寧老師（Ms Y. N. See）擔任顧問，中文部則由李滿基老師、袁軒妮老師和吳文中老師擔任顧問。兩部亦都獨立運作，甚少有同學兼任兩部的編輯。

#### 結構
|                        | 描述                                                                            |
| ---------------------- | ------------------------------------------------------------------------------- |
| Student Organization   | 學生組織之年度報告                                                              |
| Class and Calendar     | - 每班班照 - 過往一年之學校活動總結                                             |
| Houses                 | - 各社報告 - 八社於各校內運動競賽之排名                                         |
| Music                  | - 音樂部各小組之照片 - 音樂部年度報告                                           |
| Sports                 | 體育校隊之年度報告                                                              |
| Clubs and Societies    | 學會之年度報告                                                                  |
| Science and Humanities | - 奧林匹克校隊及（準）校隊組織之年度報告                                        |
| Art and Essay          | - Steps繪畫比賽初、高級組冠亞季軍之作品 - Steps徵文比賽初、高級組冠亞季軍之作品 |

|    | 描述 |
| -- | --- |
| 紀 | - 校長專稿 - 校友和老師訪問 - 校友來、專、投稿 - 當年得獎的傑出學生、香港中學文憑試優異生和國際文憑考試優異生專訪 |
| 繡 | 《集思》中文徵文比賽得獎作品                                                                                      |
| 繹 | - 香港學校中文朗誦節報告曁得獎者感想 - 香港學校中文朗誦節和香港朗誦公開比賽得獎者名單                             |
| 絃 | - 國樂會、中國鼓樂隊報告 - 國樂比賽得獎名單                                                                       |
| 緣 | 普通話學會、中國歷史學會、中文辯論隊報告                                                                          |
| 綵 | - 《集思》中文書法比賽得獎作品 - 課外活動照片 - 《集思》中文部編委會合照                                          |

| 年份    | 英文部總編輯   | 英文部副總編輯             | 英文部頁數 | 中文部編輯     | 中文部頁數 |
| ------- | -------------- | -------------------------- | ---------- | -------------- | ---------- |
| 2003-04 |                |                            |            |                |            |
| 2004-05 |                |                            |            |                |            |
| 2005-06 |                |                            |            |                |            |
| 2006-07 |                |                            |            |                |            |
| 2007-08 |                |                            |            |                |            |
| 2008-09 |                |                            |            |                |            |
| 2009-10 |                |                            |            |                |            |
| 2010-11 |                |                            |            |                |            |
| 2011-12 |                |                            |            |                |            |
| 2012-13 |                |                            |            |                |            |
| 2013-14 |                |                            |            |                |            |
| 2014-15 |                |                            |            |                |            |
| 2015-16 |                |                            |            |                |            |
| 2016-17 |                |                            |            |                |            |
| 2017-18 |                |                            |            |                |            |
| 2018-19 |                |                            |            |                |            |
| 2019-20 |                |                            |            |                |            |
| 2020-21 | 梁嘉朗（11D）  | 甄奕山（11L）              |            |                |            |
| 2021-22 | 莊子賢 （11D） | 朱汶謙 （11D，聯席總編輯） |            | 侯雋晞 （11L） |            |
| 2022-23 | 李銳海（11G）  | 李朗熙（11D）              | 364        | 陳國緯（11G）  | 244        |
| 2023-24 |                |                            |            |                |            |

### 學校行事曆
校方每年亦會出版一本寫滿校務資料的《學校行事曆》（School Calendar）供學生使用，由同是由學生主理的印務部門（Publications Department）負責。

### 《擊壤》和Inspiration
自從2000年該校校長由作家及教育家張灼祥先生擔任，校方大力推動學校的寫作文化，鼓勵同學多寫作，因而該校的中文部及英文部每年均出版一本學生文集，分別名為《擊壤》和Inspiration。
Inspiration現已停刊。

### 《粹聞》
學校的領袖生出版名為《粹聞》（Not Rigmarole），於1978年創刊，記錄領袖生的所思所想，現由陳禮雄老師（Mr Layheon Tan）擔任顧問。《粹聞》的前身為《阰報》（Olympus），創刊於1964年，於1973年停刊。

### 《鼎新》
學生會曾出版《鼎新》一報，現已停刊。

## 手機應用程式
拔萃男書院乃全港第一間中學自主研發出智能手機應用程式。在2012年4月18日， 拔萃男書院軟體開發小組在Apple iTunes App Store 推出了名為「DBS」的 iOS App，及後亦推出了Android 版， 兩個版本至今已合共錄得超過二千個下載。
該軟件現已不能下載。

## 公開考試成績
在歷屆香港中學會考及香港中學文憑考試，拔萃男書院是產生最多會考「10A狀元」及文憑試「7科5**狀元」（在甲類科目中至少3個選修科及4個核心科獲得5**成績）的學校之一，截至2024年，共有21名，其中17名會考「10A狀元」及4名文憑試狀元，排名全港第5。

### 香港中學會考
於歷屆香港中學會考，拔萃男書院共出產17名會考10A（2007年後為8A及2科5*）狀元。
- 4位狀元：2003
- 2位狀元：2004、2008、2009
- 1位狀元：1992、1998、2000、2001、2005、2006、2007

### 國際預科文憑考試（IB）
- 2013：平均分為39.44；有1位45分狀元、5位44分、5位43分。
- 2014：平均分為38；有3位43分。
- 2015：平均分為39.03；有4位44分、6位43分。
- 2016：平均分為40.5；有1位45分狀元、6位44分、6位43分。
- 2017：平均分為41；有1位45分狀元、8位44分、11位43分。
- 2018：平均分為41；有8位45分狀元、6位44分、8位43分。
- 2019：平均分為40.3；有6位45分狀元、3位44分、5位43分。
- 2020：平均分為42；有5位45分狀元、16位44分、9位43分。
- 2021：平均分為43；有19位45分狀元、15位44分、9位43分。[16]
- 2022：平均分為42；有6位45分狀元、14位44分、11位43分。[17]
- 2023：平均分為41；有3位45分狀元、5位44分、12位43分。[18]
- 2024：平均分為42；有4位45分狀元、7位44分、17位43分。[19]
- 2025：平均分為41；有3位45分狀元、5位44分、14位43分。[20]

## 香港傑出學生選舉
截至2024年（第39屆），拔萃男書院在香港傑出學生選舉共出產18名傑出學生，排名全港第5。

### 來源
- Rev. W. T. Featherstone, The Diocesan Boys School and Orphanage, Hong Kong: The History and Records 1869-1929 (Hong Kong: Ye Olde Printerie Ltd, 1930)  （英文）
- E. J. Eitel's letter to the Colonial Secretary in 1889, CO 129/342, quoted in Vicky Lee, Being Eurasian: Memories Across Racial Divides (Hong Kong University Press, 2004), p. 21  （英文）
- W. J. Smyly, A History of the Diocesan Boys' School (unpublished manuscript circa 1967)  （英文）
- George She Memorial Dedicated at DBS, DSOBA （英文）
- The GS Book Editors, A Tribute to Rev. Canon George She Headmaster 1955-1961 Diocesan Boys' School (Hong Kong: The Green Pagoda Press, 2004)  （英文）
- Steps, Diocesan Boys' School, 1949  （英文）
- Fung Yee Wang and Chan-Yeung Mo Wah Moira, To Serve and to Lead: A History of the Diocesan Boys School, Hong Kong (Hong Kong: The Hong Kong University Press, 2009)  （英文）
- 楊俊成（J.L. Younsaye）1966年頒獎日演講稿，載《集思1967》，香港：拔萃男書院  （英文）
- 陳煒舜、方頴聰︰《女仔館興衰：香港拔萃書室的史前史（1860-1869）》，香港︰中和出版有限公司，2021.08.
- 陳煒舜︰〈必也正名乎――拔萃校名條釋〉，載《集思2006》，香港：拔萃男書院，pp75–78
- 陳煒舜: 〈知時好雨, 潤物無聲：施玉麒牧師傳略 （页面存档备份，存于）〉, 大公報, 2004年11月23-24日
- 陳煒舜︰〈惟精惟一，不悔不憂――舒展校長（Rev. C.B.R. Sargent）傳略〉，載《集思2007》，香港：拔萃男書院，pp75–78。
- 陳煒舜︰〈瞻彼罏峰，其青未了――俾士校長（Mr. G.H. Piercy）紀稿〉，載《集思2007》，香港：拔萃男書院，pp71–74。
- 陳煒舜︰〈肅肅厥儀，休休其心――葛賓校長（Mr. G.A. Goodban）傳略〉，載《集思2008》，香港：拔萃男書院，pp91–94。
- 陳煒舜，〈男拔萃與臺灣〉 （页面存档备份，存于），大公報，2014.6.23.
- 陳煒舜，〈受命不遷，生南國兮︰論施玉麒社之創設 （页面存档备份，存于）〉，《集思2012》，拔萃男書院，頁10-15
- 陳煒舜，〈男拔萃的混血校長們〉（页面存档备份，存于），大公報，2014.6.30.